# Satyrus biocellata
Satyrus biocellata är en fjärilsart som beskrevs av Pionneau 1927. Satyrus biocellata ingår i släktet Satyrus och familjen praktfjärilar. Inga underarter finns listade.